# Linaria (zoologia)
Linaria Bechstein, 1802 è un genere di uccelli passeriformi della famiglia Fringillidae.

## Etimologia
Il nome scientifico del genere, Linaria, deriva dal latino linarius, "appartenente al lino", in riferimento alla dieta di questi uccelli.

Al genere vengono ascritti uccelli noti col nome comune complessivo di fanelli.

## Descrizione
Al genere vengono ascritti uccelletti di piccole dimensioni, i quali mostrano un gradiente di taglia crescente da sud verso nord, andando dagli 11 cm del fanello dello Yemen ai 14–15 cm dei fanelli nordeuropei. L'aspetto è caratterizzato da testa grossa e rotonda con piccolo becco conico, corpo massiccio, ali appuntite e coda allungata e dalla punta lievemente forcuta. Il piumaggio è abbastanza variabile a seconda della specie, presentandosi generalmente tendente al grigiastro sulla testa, al bruno sul dorso, nero su ali e coda e bianco sul ventre, con dimorfismo sessuale evidente e consistente nella presenza di decise sfumature rosso-rosate su fronte, petto e fianchi nei maschi durante il periodo degli amori.

## Biologia
I fanelli sono uccelli diurni, piuttosto vivaci e canori, i quali all'infuori della stagione degli amori si riuniscono in stormi anche consistenti. La loro dieta è essenzialmente granivora ed in generale composta da alimenti di origine vegetale (oltre ai semi anche germogli, foglioline, boccioli e bacche), nonché da piccoli insetti, in special modo durante la migrazione o la stagione degli amori, periodi durante i quali il fabbisogno energetico aumenta. La riproduzione di questi uccelli segue i pattern tipici dei fringillidi, con le coppie (si tratta infatti di uccelli monogami, i cui maschi conquistano la compagna col canto) che collaborano nella costruzione del nido (della quale tuttavia si occupa quasi esclusivamente la femmina, col maschio che reperisce parte del materiale di costruzione) e nell'allevamento della prole, portando generalmente avanti più di una covata l'anno.

## Distribuzione e habitat
Le varie specie di fanello sono tuute diffuse fra l'Eurasia e l'Africa: mentre le due specie europee hanno diffusione esclusivamente paleartica, il fanello dello Yemen è endemico della porzione meridionale della penisola araba ed il fanello somalo popola i monti del nord-est del Corno d'Africa. L'habitat di questi uccelli è rappresentato dalle aree prative e cespugliose temperate, collinari o montane: le specie eurasiatiche sono migratrici.

## Tassonomia
A lungo considerato un sottogenere di Carduelis, con le analisi del DNA mitocondriale è emerso che Linaria è piuttosto distante e basale rispetto ad essi, risultando invece affine a organetti e crocieri, coi quali va a formare un clade in seguito al suo scorporo.
Al genere vengono ascritte quattro specie:
- Linaria flavirostris (Linnaeus, 1758) - fanello nordico
- Linaria cannabina (Linnaeus, 1758) - fanello eurasiatico
- Linaria yemenensis (Ogilvie-Grant, 1913) - fanello dello Yemen
- Linaria johannis (Clarke, 1919) - fanello di Warsangli